# Elachyptera
Elachyptera A.C.Sm. – rodzaj roślin należący do rodziny dławiszowatych (Celastraceae R. Br.). Obejmuje 8 gatunków występujących naturalnie w Ameryce Środkowej i Południowej, w Afryce oraz na Madagaskarze.

## Morfologia
PokrójDrzewa, krzewy lub liany o nagich pędach.
LiścieNaprzeciwległe, całobrzegie, ząbkowane lub z drobnymi zaokrąglonymi ząbkami.
KwiatyObupłciowe, z 5 płatkami, zebrane w kwiatostany, które są u niektórych przedstawicieli owłosione.
OwocePodłużnie spłaszczone torebki.

## Biologia i ekologia
Rośliny występujące zarówno w lasach wilgotnych, namorzynach, jak i suchych zaroślach.

## Systematyka
Pozycja i podział według APWeb
Rodzaj należący do rodziny dławiszowatych (Celastraceae R. Br.), rzędu dławiszowców (Celestrales Baskerville), należącego do kladu różowych w obrębie okrytonasiennych.
Wykaz gatunków
| - Elachyptera bipindensis (Loes.) R.Wilczek - Elachyptera coriacea Lombardi - Elachyptera festiva (Miers) A.C.Sm. - Elachyptera floribunda (Benth.) A.C.Sm. - Elachyptera holtzii (Loes. ex Harms) R.Wilczek - Elachyptera micrantha (Cambess.) A.C.Sm. - Elachyptera minimiflora (H.Perrier) N.Hallé - Elachyptera parvifolia (Oliv.) N.Hallé |